# 列支敦士登軍事史

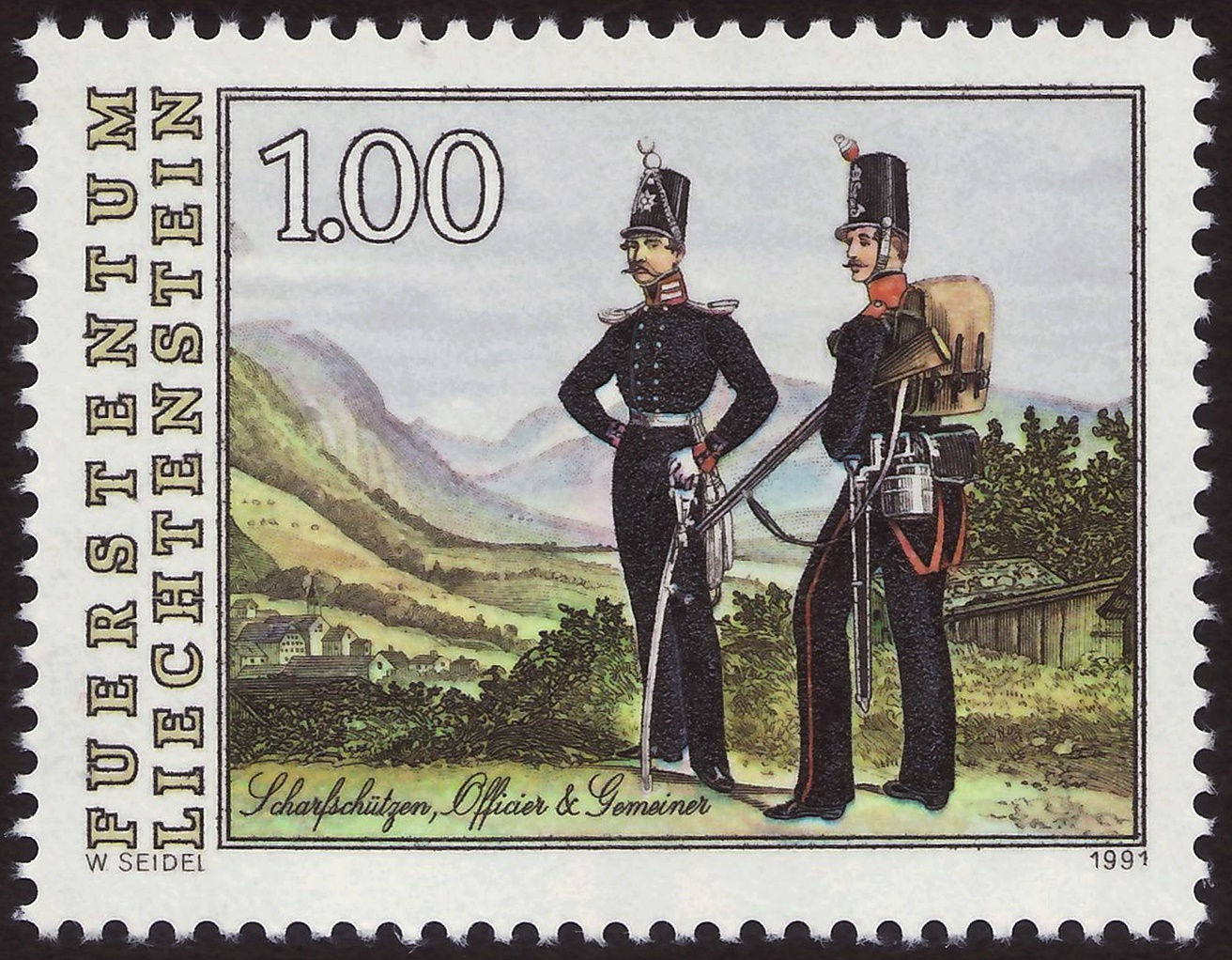
1866年列支敦士登軍隊紀念郵票上的插圖

列支敦士登的軍事史可追溯至其前身華杜茲伯國及施倫堡領地。列支敦士登於1868年解散常備軍，自此不再擁有正規軍隊。但根據列支敦士登憲法，在面對外來威脅時，每位國民皆有保衛國家的義務，必要時可重組軍隊。

## 中世紀

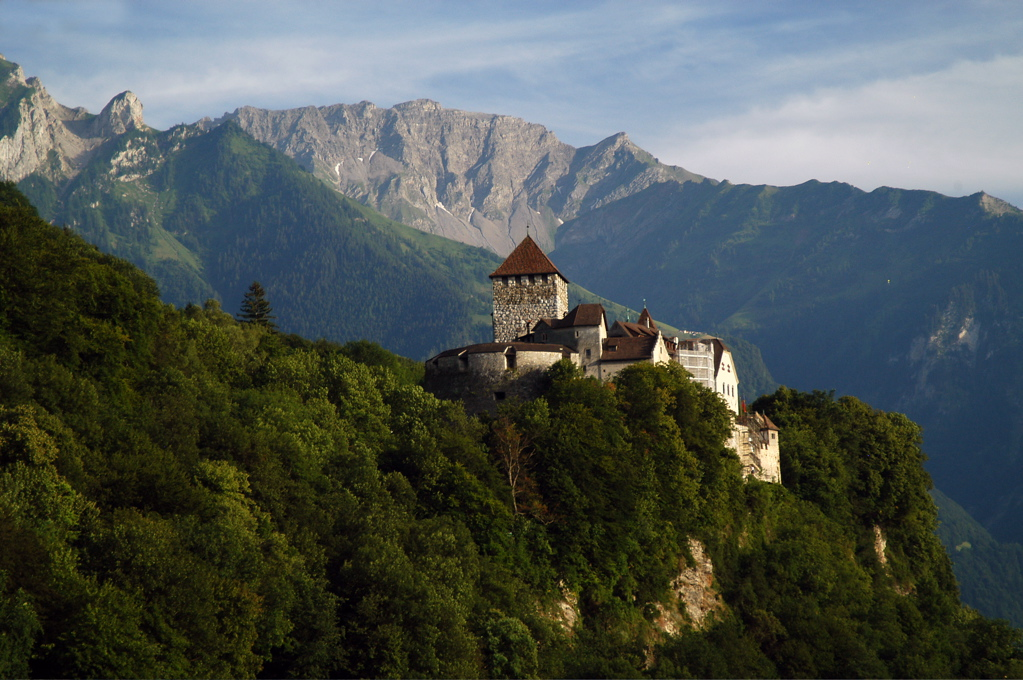
華杜茲城堡，建於中世紀

華杜茲伯國與施倫堡領地各自設有地區民兵，負責保衛本土，成員主要由家臣組成。與鄰國瑞士情況相似，兩地男性亦會以僱傭兵身份參與外國戰事，服務地區主要包括法國、那不勒斯王國、荷蘭、奧地利大公國及教宗國。其中最著名的戰事為1499年的施瓦本戰爭，當時瑞士軍隊入侵並焚毀華杜茲。
由於瑞士與奧地利之間持續緊張，兩地憂慮瑞士可能再次入侵，遂於1505年與奧地利簽訂防衛同盟，將華杜茲城堡及當地民兵交予哈布斯堡王朝調配，作為回報每年獲得補償金。自15世紀初施瓦本行政圈於神聖羅馬帝國成立以來，列支敦士登便有義務向其提供軍隊，該安排一直持續至1803年施瓦本行政圈解散為止。
在三十年戰爭期間，現今的列支敦士登地區曾先後被奧軍及瑞典軍隊入侵。當時部隊曾有重要軍事行動，例如1647年成功防禦瑞典軍進攻布雷根茨。

## 18至19世紀
華杜茲伯國與施倫堡領地分別於1699年及1712年被列支敦士登家族的約翰·亞當一世收購，並根據神聖羅馬皇帝查理六世的詔令合併為列支敦士登親王國。因此，兩地的民兵也整合，歸列支敦士登王朝統一指揮。至1714年，合併後的軍隊僅有19人。
在第一次反法同盟戰爭期間（1793–1796年），作為神聖羅馬帝國一員，列支敦士登向聯軍派出約20名士兵。第二次反法同盟戰爭期間，法國於1799年3月6日入侵列支敦士登，劫掠多個城鎮，其中內登更遭焚毀，導致4人喪生。其後，由奧地利陸軍中將弗拉尼奥·耶拉契奇領導的奧地利及福拉爾貝格地方民兵擊敗由安德烈·馬塞納率領、駐紮列支敦士登的1.8萬名法軍，至同年5月14日成功解放全國。法軍其後仍佔領列支敦士登數年，直到1815年該國再度獲得獨立。隨後，列支敦士登加入德意志邦聯，並需提供軍力，初期人數為55人。同年，列支敦士登的主權由奧地利帝國、俄羅斯帝國及普魯士作為神聖同盟成員國保證。

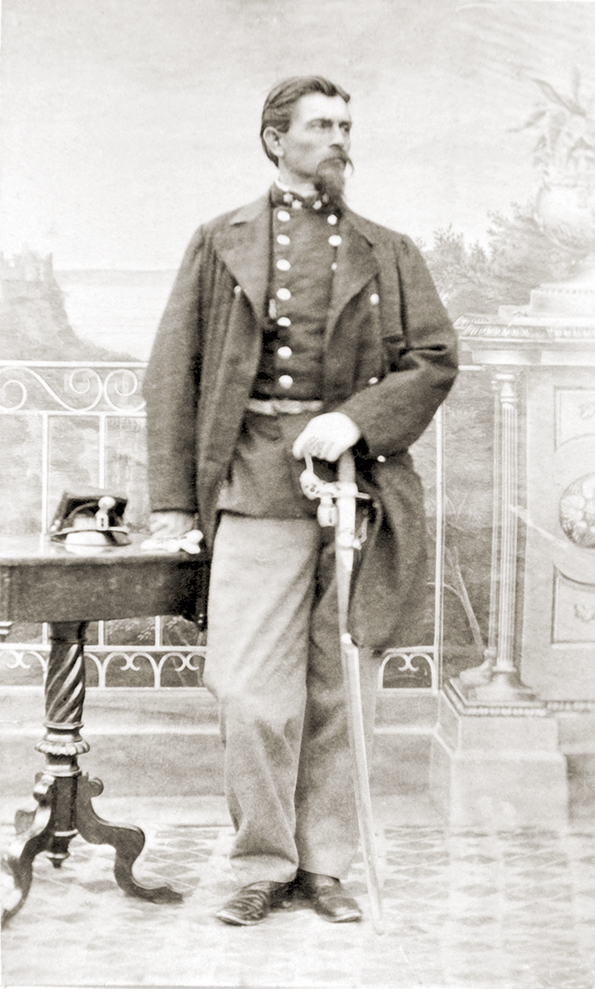
彼得·萊因貝格穿著列支敦士登軍服，攝於1860年

列支敦士登軍隊於1848至1858年間由來自巴伐利亞的陸軍下士魯德維希·馮·法肯豪森指揮，但由於他信奉新教，未能立即獲得當時天主教佔多數的列支敦士登社會所接納。當時，列支敦士登亦如歐洲其他地區一樣，爆發1848年革命，不過軍隊未有被用來鎮壓革命，法肯豪森更於同年4月獲准休假。儘管如此，列支敦士登軍隊仍有參與鎮壓德國境內的巴登革命。1859年6月15日，約翰二世親王擢升彼得·萊因貝格為中尉，任命其為列支敦士登軍隊指揮官，這也是唯一一位由本國人出任此職的軍官。他與安德烈亞斯·瓦爾赫一同負責重組軍隊及處理軍政事務，當時軍隊人數已擴展至82人。

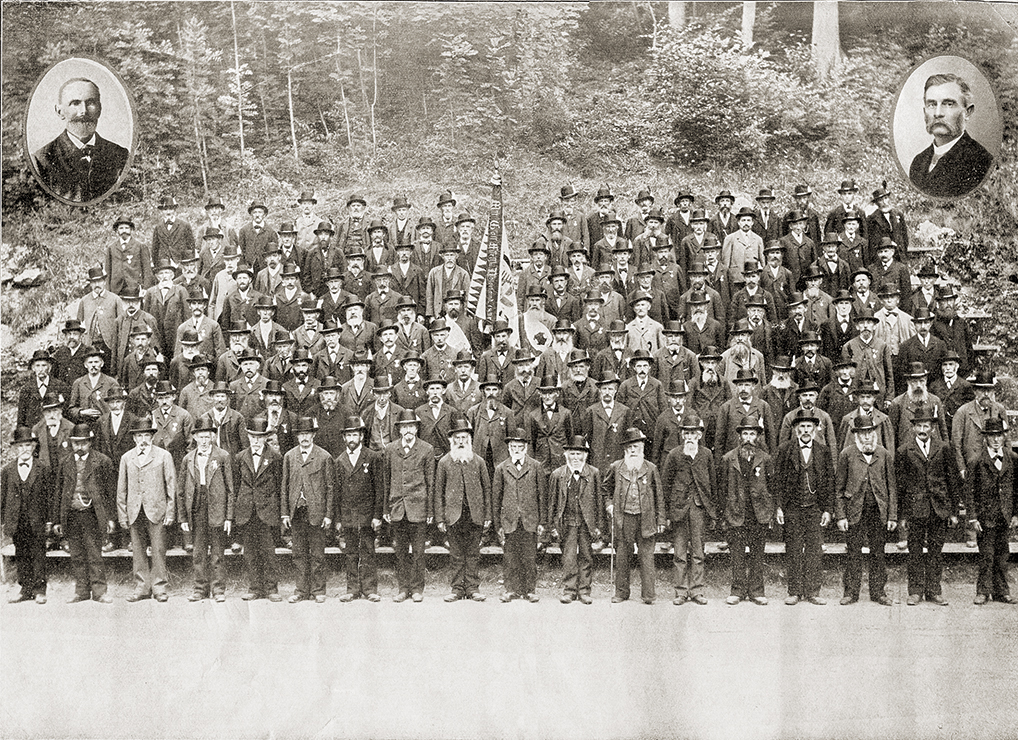
1896年列支敦士登退伍軍人協會合照，圖中為1868年解散軍隊後退役的士兵

1866年普奧戰爭爆發時，約翰二世親王雖將軍隊交予邦聯調遣，但僅限於「保衛德意志的蒂羅爾領土」。然而由於事前未諮詢新成立的列支敦士登議會，加上戰爭並不受國民支持，因此議會強烈反對出兵。最終，約翰二世承諾會向國家提供貸款，並拒絕讓軍隊與其他德國人交戰。列支敦士登軍隊由萊因貝格指揮，進駐斯泰爾維奧山口，防備由朱塞佩·加里波第領導的意大利軍隊入侵奧地利邊境，另有2名士兵留守華杜茲城堡作後備。戰爭於7月22日結束，列支敦士登軍隊凱旋歸國，於華杜茲受到隆重歡迎。民間流傳一段趣聞：80人出征，81人歸來。雖然該名「多出來的人」身份至今存疑，但普遍認為是一名奧地利聯絡軍官在歸途中加入行列，亦有人指其實是一位意大利農夫。
德意志邦聯於1866年解散。由於軍隊不受國民歡迎且開支漸增，列支敦士登遂於1868年2月12日解散由80人組成的軍隊，並宣布永久中立。其後，列支敦士登退役士兵於1893年成立退伍軍人協會，至1896年已有141名會員。該會最後一名在世成員安德烈亞斯·基伯於1939年離世，享年94歲。

## 現代
儘管列支敦士登在第一次世界大戰期間保持中立，但由於與奧匈帝國之間的關稅同盟，兩國關係密切，列支敦士登對同盟國抱有同情態度。居於列支敦士登的外國公民被徵召回原籍服兵役，主要前往奧匈帝國及德意志帝國，其中有27人戰後未能歸來。此外，也有不少列支敦士登人自願加入上述兩國軍隊，包括數名王室成員。雖然列支敦士登官方中立，但仍有4名本國公民在戰爭中陣亡，其中包括海因里希王子，他是列支敦士登王室中在戰鬥中陣亡的最高成員。戰爭期間，亦有3名列支敦士登人因從事間諜活動而被囚禁。
1918年，奧匈帝國瓦解，不再能為列支敦士登提供軍事保障。1919年8月，列支敦士登政府向議會提出建立一支民防部隊的議案，以取代奧匈過往提供的軍事保護。該議案於1921年3月8日獲得通過，但民防部隊最終從未成立，並於1925年被正式廢止。1924年，列支敦士登與瑞士建立關稅同盟，因此再建立軍隊的必要性也被視為已不存在。
在第二次世界大戰期間，列支敦士登仍保持中立立場。為了確保國家能持續中立，該國盡可能與瑞士保持一致，並實際上被納入瑞士的國家供應體系中。除此以外，當時的首相約瑟夫·霍普並未考慮重建軍隊，以避免激怒納粹德國。整場戰爭中，瑞士一直保障列支敦士登的獨立地位。然而，有些列支敦士登內外的勢力試圖透過該國招募國民加入武裝黨衛隊，或借助列支敦士登為納粹主義爭取民間支持，這些行動激怒了瑞士政府。戰爭期間，部分列支敦士登人曾加入武裝黨衛隊及護衛警察服役。根據納粹德國的「聖誕樹行動」計劃，列支敦士登本來與瑞士一樣被列為入侵與吞併對象。在瑞士擬定的國土防衛計劃中，若在德軍發動入侵，瑞軍將放棄平原地區、集中防守瑞士阿爾卑斯山脈，而列支敦士登不會直接受到瑞軍的保護。

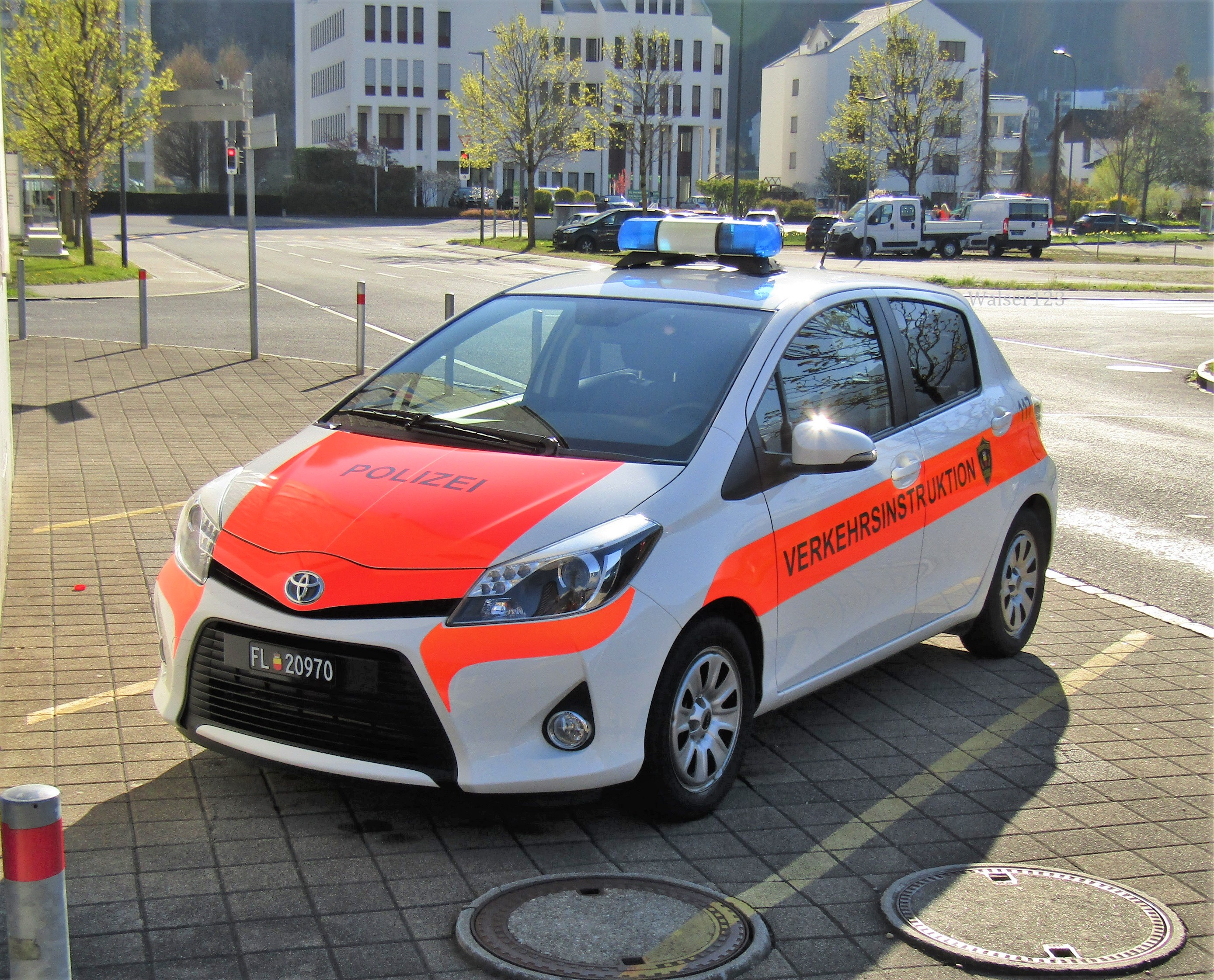
當今的列支敦士登警察

冷戰期間的核威脅促使列支敦士登自1960年代起擴展民防設施。1964至1965年間，列支敦士登政府於華杜茲興建了一座具備核爆防護能力的指揮地堡。踏入21世紀後，列支敦士登的國內治安主要由國家警察負責，該部門共有87名前線警員及38名文職人員，總人數為125人。所有警員皆配備輕型武器。然而，根據列支敦士登憲法，每位國民在國家遭受外來威脅時皆有保衛國家的義務，軍隊亦可於必要時重建。1968至2007年間，曾數度發生瑞士軍隊誤闖列支敦士登領土等軍事意外事件，但皆未引發爭議。
截至2025年1月，列支敦士登無計劃申請加入北大西洋公約組織。2025年2月，瑞士聯邦委員會重申，若列支敦士登遭外國攻擊，瑞士亦不會直接出兵防衛，指此舉與自身的中立政策不符。

## 延伸閱讀
- Peter Geiger. . Universität Zürich, Jahrbuch des Historischen Vereins für das Fürstentum Liechtenstein. 1970 （德语）.